# Crnokrili zovoj
Crnokrili zovoj (lat. Pterodroma alb) je tropska ptica srednje veličine. Nalazi se u rodu Pterodroma u porodici zovoja. Duga je 35 cm, s rasponom krila od 83 cm. Gornji dio tijela je tamnosmeđe boje. Grlo je bijelkasto. Spolovi su slični. 
Živi na oceanskim i obalnim područjima u središnjem Tihom oceanu. Kolonije se mogu naći na otočnim skupinama Phoenix, Tonga, Kiritimati,  Tuamotu, Markižansko otočje i Pitcairnovo Otočje. Ženka izlegne jedno bijelo jaje na tlu. Ishrana se sastoji uglavnom od riba i rakova.

## Vanjske poveznice
|  | Wikivrste imaju podatke o taksonu Pterodroma alba |